# ボーランド
ボーランド (Borland、Borland International、Inprise Corporation、Borland Software Corporation) は、かつて存在した開発プロセス用ツールなどのソフトウェアの開発・販売会社である。
PC 黎明期からTurbo Pascal（ターボ・パスカル）などのソフトウェア開発ツールを販売していたが、1990年代のマイクロソフトとの激しい争いを経て、2000年代前半、企業買収と社名変更を繰り返し、開発プロセスツール会社に変身した。会社存在当時の最後の本社はアメリカのテキサス州オースティン。
日本では1989年4月に日本法人である株式会社ボーランドジャパンが設立され、1992年にはボーランド株式会社に商号変更されて100%子会社となった。
2009年5月6日、マイクロフォーカス（当時・インプライズ株式会社）による買収の合意が発表され、同社の一部門となった。

## 歴史

### 1980年代から1990年代

#### 設立と開発ツール
ボーランド(Borland International)は1983年に、フィリップ・カーン (Philippe Kahn、フランス人) によって設立された。最初に送り出された製品はアンダース・ヘルスバーグ (Anders Hejlsberg、デンマーク人) による「Turbo Pascal」であり、その後「Sidekick」などを発表。
特に「Turbo C」は、現在では一般的である、エディタ・コンパイラ・デバッガ・プロファイラなどが一体となった統合開発環境の先駆けであり、圧倒的なコンパイルスピードと相まって当時のプログラム開発者に大きな衝撃を与えた。当時単独コマンド式のコンパイラ「Microsoft C」のみしか持たなかったMicrosoftも「Quick C」などのGUI開発環境を開発して対抗した。
その後ボーランドは、当時は一般的な開発者にはほとんど知られていなかったオブジェクト指向の概念を全面的に取り入れると宣言する。
まずMS-DOS環境向け「Turbo C++」「Borland C++」を発表、その後Windows GUIアプリケーション開発向けに洗練された、独自拡張オブジェクト指向Pascal言語「Delphi」が発表された。
当時C言語によるWindowsアプリケーションの開発は極めて複雑で難解であり、ウィンドウを1つ表示するだけでも相当な学習量とコード記述、作業工数が必要とされた。それに対しDelphiはWindows上で統合開発環境を実現しており、Pascal言語の文法さえ知っていれば僅かの学習で、GUI上でボタンなどのコンポーネントを配置したあと、数行のコードの追加でワンクリックで作成でき、その生産性の差は圧倒的であった。
Delphiは一定の成功を収めたものの、当時はC、C++言語に比べてPascalを使用できる技術者は限られており、開発環境として一般的になるには至らなかった。
しかしその後、DelphiのC++版ともいえる「C++ Builder」を市場に投入。Delphiでの生産性をC++言語で実現することに成功した。
その後マイクロソフトはDelphi対抗として「Visual Basic」、C++言語系としては「Visual C++」を発表する。しかしボーランドの開発ツールはこれらのOSベンダー純正開発ツールに対しても互角以上の戦いを展開した。

#### オフィス系アプリケーション市場への進出
1990年代初頭、ボーランドは個人向けデータベース市場をめぐって、マイクロソフトと激しく争った。1987年9月に、Ansa-Software社のデータベース管理ソフト「Paradox」（バージョン2.0）を会社ごと買収し、さらにデファクト・スタンダードであるdBASEを取得し優勢と思われたボーランドであったが、マイクロソフトもMicrosoft Accessを開発、さらにdBASEのクローンであるFoxProを取得し反撃。dBASEの巨額の買収費用もたたり、戦いはボーランドの敗北に終わった。1996年10月に「Paradox」はカナダのコーレル社へ売却。1999年には「dBASE」までもがソフトウェア開発ツールに専念するために売りに出された。
表計算ソフトにおける戦いも、ボーランドの敗北に終わった。1989年に送り出された表計算ソフト「Quattro Pro」は、マウスの右クリックによるコンテキストメニュー、タブページ切り替えによる複数ドキュメントの同時編集、ドラッグアンドドロップによるデータ移動などを最初に実装したWindowsアプリケーションであり、また当時としては非常に優れた図表作成能力も備え、表計算アプリケーションとしての完成度は極めて高く、洗練されていた。
しかしながら、現在のGUIソフトウェアには必須ともいえるそれらの機能も、当時のパーソナルコンピュータユーザにはその利便性がなかなか理解されなかった。逆にそれらを非常に高く評価したのはロータスやマイクロソフトなどのライバルベンダーたちだった。
1-2-3やExcelなどの強力なライバルが既に存在している市場の中で、既存の表計算ソフトのユーザの中で新規参入のQuattro Proの知名度が思ったように上がらなかった。そして、それらの画期的な機能が他のライバル製品に次々に模倣されて一般的になっていく中、Quattro Proは優れたユーザビリティというアドバンテージを失っていった。最終的に1994年「Quattro Pro」はNovellに売却され、その後、創始者のフィリップ・カーンもボーランドを去った。

#### 開発ツールと法廷闘争
1995年、ソフトウェア開発ツールで巻き返しを図るボーランドは、Windows時代に対応したRADツール Delphiを発売。アンダース・ヘルスバーグ（Anders Hejlsberg）による洗練された設計は、マイクロソフト製ツールを圧倒した。これに対してマイクロソフトは、開発部門のトップであったポール・グロス（Paul Gross）上級副社長を筆頭に、アンダース・ヘルスバーグなど主要なボーランドの技術者を30ヶ月間に34人引き抜き対抗。「Dead Borlanders Society」と皮肉られる有様だった。怒ったボーランドはマイクロソフトを訴え、長期にわたる法廷闘争が繰り広げられた。
なお、この引き抜き劇の真相について、アンダース・ヘルスバーグは日経ソフトウエア2002年7月号のインタビューで、直接的な原因は1994年にフィリップ・カーンが追放されたのを皮切りに、ボーランド社が開発ツール部門の廃止および大量リストラを計画したことが発端であり、リストラ対象となった開発者たちの生活を守るため、賛同者を引き連れてマイクロソフトに移籍したものであると語っている。

#### 社名変更
1998年4月29日、デル・ヨーカム（Del Yocam）CEOの下、アメリカのボーランド本社は、社名を「インプライズ・コーポレーション」(Inprise Corporation) へと変更した。これはIntegration the Enterprise というスローガンにちなんだ造語。DelphiやC++Builder、JBuilderなどのボーランド製ツールをCORBA（1997年に買収したVisigenic社製）やVisiBroker、アプリケーションサーバなどの企業向けのミドルウェアと統合しようという政策である。しかし財政的にもイメージ的にも成功しなかった。

#### マイクロソフトとの和解
1999年6月8日、マイクロソフトとの間で和解が成立した。インプライズは1億2500万ドルを手に入れ表面上勝利を収めたが、インプライズの持つ特許はマイクロソフトに公開され、マイクロソフトに対してWindows用開発ツール市場で優勢に戦いを進めていく事は難しくなった。
その後、マイクロソフトは自社の技術に加えて、インプライズから手に入れた技術者と特許を使って.NET Frameworkを開発。インプライズは.NET Frameworkへの対応に苦労するという皮肉な状況が続いている。

### 2000年代前半

#### Linuxへの進出
Windowsでの戦いに敗れたインプライズはLinuxに注目。2000年2月、インプライズはコーレルとの合併を発表した。しかし、この計画はコーレルの株価の下落により破棄された。InterBase部門の分社化も、新会社の経営陣と条件が折り合わず、中止された。
2001年には、「Delphi」のLinux版とも言えるKylix（カイリックス）を送り出した。しかし、思惑通り普及しなかった。

#### 社名復活
2001年1月に、「インプライズ」から「ボーランド・ソフトウェア・コーポレーション」(Borland Software Corporation) へと社名が変更され、「ボーランド」の名前が再び据えられた。その一方、ボーランドの大企業重視の姿勢は変わらなかった。成長著しいJava市場で「JBuilder」（ジェイ・ビルダー）はライバルを蹴散らし順調に成長。ボーランドは大企業向けJava開発ツールベンダーとしての性格を強めていった。

#### 開発プロセス全体への進出
2002年以降、ボーランドは上流から下流までの開発プロセス全体をカバーする為、企業買収を積極的に行った。取得した企業はTogetherSoft（UMLモデリング・ツール）、Starbase（要求管理、変更管理ツール）、Redline Software（テスト・ツール）、TeraQuest（プロセス・コンサルティング）、Segue Software（品質管理ツール）などである。
ボーランドはALM (Application Lifecycle Management)を提唱している。ボーランドの製品をALMの各フェーズに当てはめると
| フェーズ | 製品名    | 備考                      |
| -------- | --------- | ------------------------- |
| Plan     | Tempo     | Legadero Softwareから買収 |
| Define   | CaliberRM | StarBase社から買収        |
| Design   | Together  | TogetherSoft社から買収    |
| Develop  | JBuilder  |                           |
| Manage   | Starteam  | StarBase社から買収        |

となっている。
買収に要した費用は数億ドルに及ぶと思われる。公開されている内訳はTogetherSoft（約1億8500万ドル）、Starbase（約2400万ドル）、Redline Software（約800万ドル）、Segue Software（約1億ドル）などである。

### 2000年代後半

#### 開発ツール施策の混乱
傘下の開発プロセス企業の増加により、売上高に占める、開発者用ツール（以下IDE製品）の割合は減少。IDE製品への投資は大幅に削減され、それがまたIDE製品の売り上げ減少につながるという負のスパイラルに陥った。特に稼ぎ頭であったJBuilderは、IBMが無償で公開した統合開発環境Eclipse の普及とリストラにより衰退した。皮肉にも、これが急激なALM化を推し進めたデール・エル・フラー（Dale L Fuller）CEOの命取りとなった。

#### IDE子会社の設立
2005年本社をカリフォルニア州スコッツヴァレーからクパチーノに移したボーランドは、2006年にIDE部門の完全子会社化を発表した。IDE製品はALM製品とは異なるビジネスモデルが必要であり、両立する事が難しかった。当初ボーランドは、売却を伴う分社化を目指したが、数ヶ月に及ぶ交渉はまとまらなかった。Developer Studio（Delphi、C++Builder、C#Builder）、JBuilder、Turbo、InterBase は新社名「CodeGear」（コードギア）の下で、引き続き提供される。

#### 新しいボーランドへの移行
2007年4月、ボーランドは本社とR&D部門をテキサス州オースティンに移転すると発表した 。オースティンはシリコンヒルズとして知られる、新興のIT企業の集積地である。買収した大手プロセスコンサルティング会社TeraQuestなどがある。 
2008年5月7日、ボーランドはコードギアをエンバカデロ・テクノロジーズへ売却すると発表した。2008年6月30日、約2400万ドルの売却取引は無事に完了した。

#### マイクロフォーカスによる買収
2009年5月6日、マイクロフォーカスによる7500万ドルでの買収の合意が発表された。2010年3月、日本でも統合が完了した。

## 販売中のALM製品
- Caliber (カリバー) - ソフトウェア要件定義と要件管理
- StarTeam (スターチーム) - ソフトウェア構成・変更管理
- SilkCentral Test Manager (シルクセントラルテストマネージャー) - ソフトウエアテスト管理
- SilkTest (シルクテスト) - ソフトウェア回帰テストと機能テストの自動化ツール
- SilkPerformer (シルクパフォーマー) - ソフトウエア負荷テストツール
- Together (トゥギャザー) - ソフトウェアアーキテクチャ設計のためのビジュアルモデリングツール

## 販売中のミドルウェア製品
- AppServer
- VisiBroker